# Chonocephalus vitiodepressus
Chonocephalus vitiodepressus är en tvåvingeart som beskrevs av Ronald Henry Lambert Disney 2008. Chonocephalus vitiodepressus ingår i släktet Chonocephalus och familjen puckelflugor. Inga underarter finns listade i Catalogue of Life.